# De vier evangelisten (stripalbum)
De vier evangelisten is het 59ste stripalbum van De Blauwbloezen. De oorspronkelijke Franse titel luidt Les quatre evangélistes. De strip werd getekend door Willy Lambil en het scenario werd geschreven door Raoul Cauvin. Het album werd uitgebracht in 2015 door uitgeverij Dupuis.